# Eois percisa
Eois percisa är en fjärilsart som beskrevs av W. Warren 1907. Eois percisa ingår i släktet Eois och familjen mätare. Inga underarter finns listade i Catalogue of Life.